# Kadara Enyeasi
Kadara Enyeasi (* 1994) je nigerijský umělecký fotograf.

## Kariéra
Kadara začal fotografovat blízkou rodinu jako teenager na střední škole s 2megapixelovým fotoaparátem Nikon. Vystudoval University of Lagos se zaměřením na architekturu.
Jeho práce byly uvedeny na festivalu Lagos Photo v roce 2015 a 2017. Jeho práce byly představeny na výstavě Zeitzova muzea současného afrického umění Still Here Tomorrow To High Five You Yesterday (2019). Jeho dílo bylo kurátorem převzato jako součást sbírky, která byla vystavena na prvním Art X Lagos v roce 2016. Jeho práce se objevily na CNN, v magazínu Voguea na Foam X African Artists' Foundation by Foam Fotografiemuseum.
Byl nominován na cenu Edwina George za fotografii na Future Awards Africa 2017.